# 에드워드 윌콕스 (정치인)
에드워드 윌콕스(Edward Wilcox, 1751년, 영국령 아메리카 로드아일랜드 식민지 찰스타운 ~ 1838년, 로드아일랜드주 찰스타운)은 미국의 정치인으로 로드아일랜드주 주지사 권한대행이다.

## 경력
- 1817.05 ~ 1821.01 제10대 로드아일랜드 부지사
- 1821.01 ~ 1821.05 로드아일랜드 주지사 권한대행